# Trolejbusy w Limoges

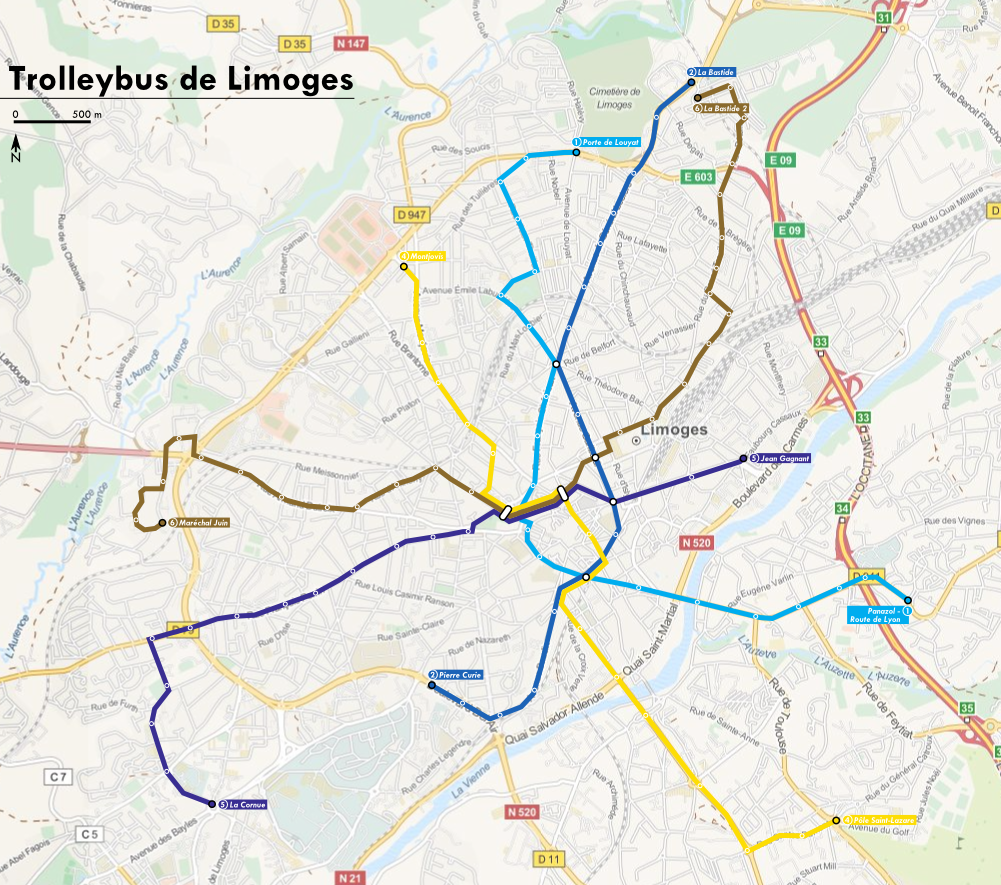
Schemat sieci trolejbusowej

Trolejbusy w Limoges − system komunikacji trolejbusowej działający we francuskim mieście Limoges.
Trolejbusy w Limoges uruchomiono 14 lipca 1943. 

## Linie
Obecnie w Limoges istnieje 5 linii trolejbusowych:
| Numer linii | Trasa                                   | Mapa |
| ----------- | --------------------------------------- | ---- |
| 1           | Route de Lyon - Porte de Louyat         |      |
| 2           | Pierre Curie - La Bastide               |      |
| 4           | Montjovis - Pôle St Lazare              |      |
| 5           | La Cornue/Les Courrières - Jean Gagnant |      |
| 6           | Mal Juin - La Bastide 2                 |      |

## Tabor
Obecnie w Limoges eksploatowane są 34 trolejbusy:
| Typ                     | Lata produkcji  | Liczba egzemplarzy | Zdjęcie |
| ----------------------- | --------------- | ------------------ | ------- |
| Irisbus Cristalis ETB12 | 2006−2007, 2009 | 21                 |         |
| Renault ER 100.2        | 1989            | 13                 |         |